# 9 (film 2005)
9, tytuł oryginału 9 lub Nine – angielskojęzyczny krótkometrażowy film animowany z 2005. Światowa premiera odbyła się 22 kwietnia 2005 roku.

## Nagrody
Film był nominowany do Oscara za najlepszy film krótkometrażowy. Zdobył również kilka nagród:
- Student Academy Award – złoty medal za animację
- SIGGRAPH – najlepszy film na pokazie
- Animex – pierwsza nagroda za animację trójwymiarową
- Academy of Television Arts & Sciences Foundation College Awards – pierwsza nagroda za niekonwencjonalną animację
- Florida Film Festival – najlepszy animowany film krótkometrażowy.

## Fabuła
Historia dzieje się w przyszłości, w zniszczonym mieście. Głównymi bohaterami są dwie ożywione szmaciane lalki – jednooki „5”, który jest mentorem i przewodnikiem „9”.
Zostają zaatakowani przez wielką mechaniczną bestię – podczas walki ginie „5”. Uczeń „9” przysięga pomścić śmierć swego opiekuna. Może tego dokonać tylko poprzez zniszczenie talizmanu obdarzonego potężną mocą.